# Dunavecse
Dunavecse is een plaats (város) en gemeente in het Hongaarse comitaat Bács-Kiskun. Dunavecse telt 4147 inwoners (2005).